# Draisine (railvoertuig)

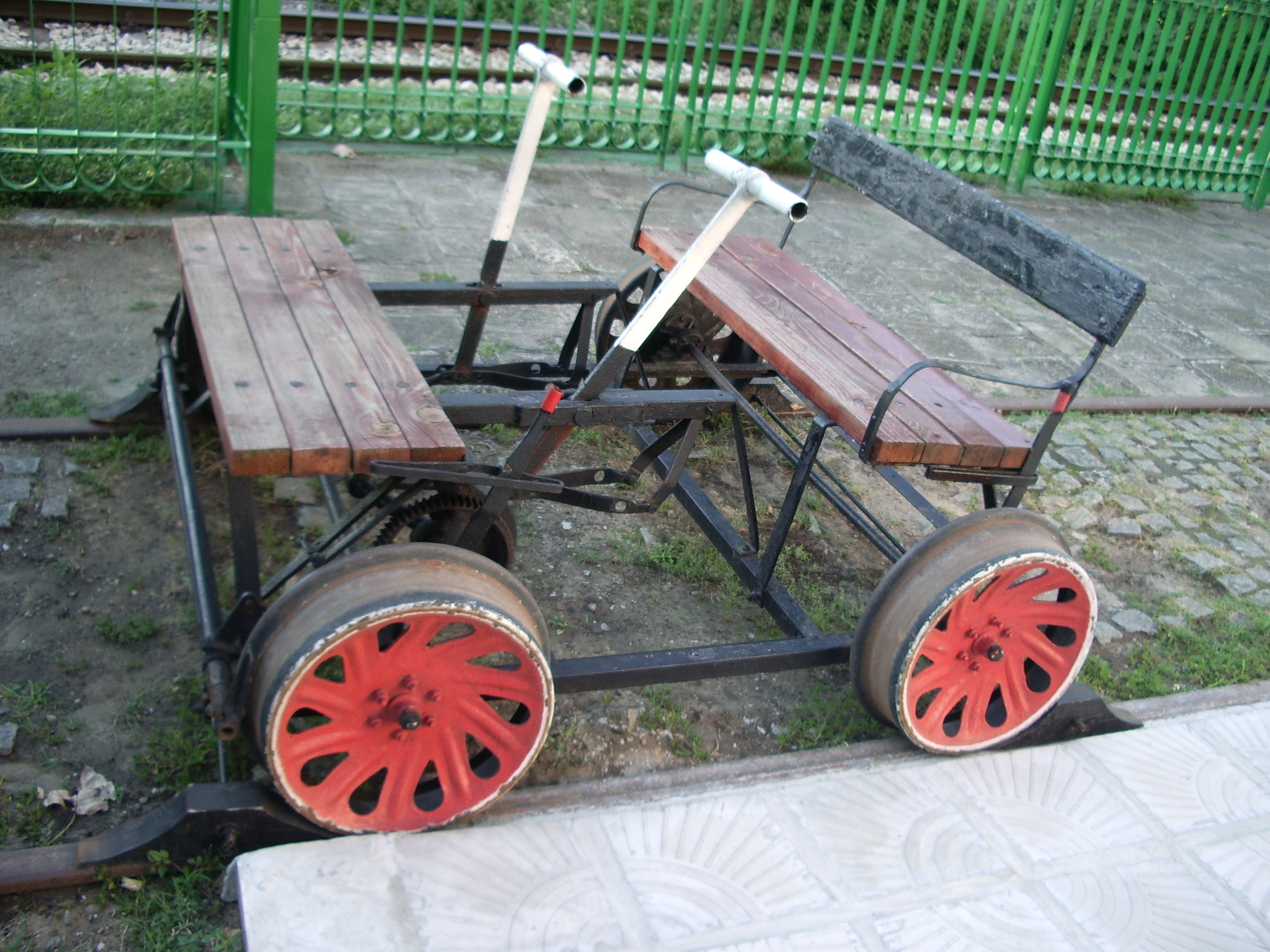
Draisine in een transportmuseum in Bulgarije

Een draisine is een klein aangedreven railvoertuig, meestal te licht om voor het trekken van wagons benut te kunnen worden. Draisines worden gebruikt voor inspectieritten, om de spoorarbeiders naar de plaats van de spoorwerken te brengen en dergelijke. Het vervoermiddel werd uitgevonden door Karl Drais.
De eerste draisines waren met spierkracht aangedreven vierwielige railvoertuigen. Ze werden gebruikt door onderhoudsmonteurs van de spoorwegen. Wat later kwamen draisines die met fietspedalen werden voortgestuwd. Die noemt men ook wel spoorfiets.
Bij de spoorwegen worden thans uitsluitend nog benzine- en dieseldraisines gebruikt, waarmee natuurlijk hogere snelheden mogelijk zijn.
Een draisine dient niet verward te worden met een lorrie, die is namelijk niet aangedreven.

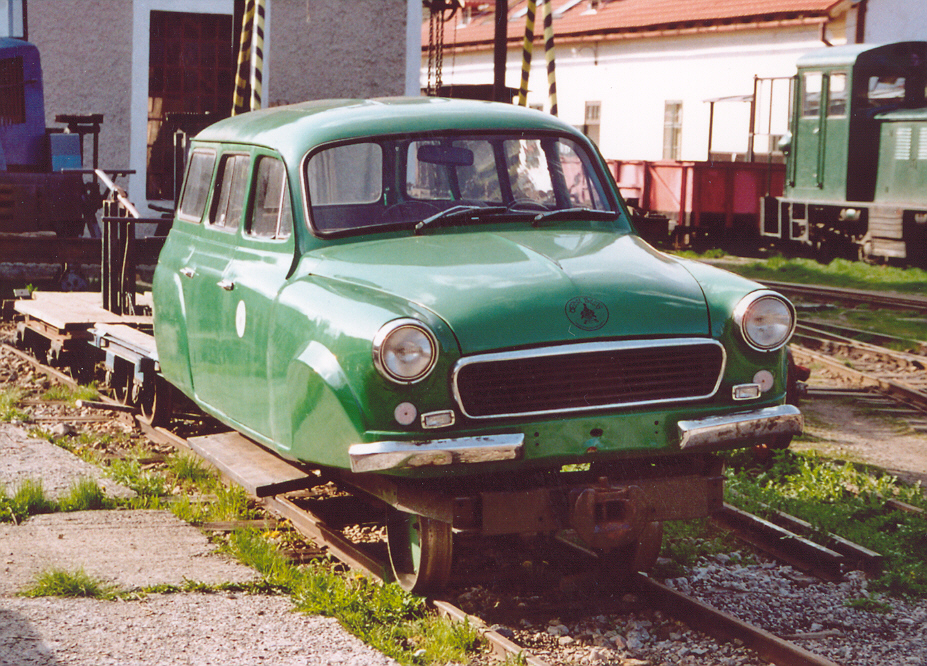
Spoorauto, Škoda 1202 omgebouwd tot draisine

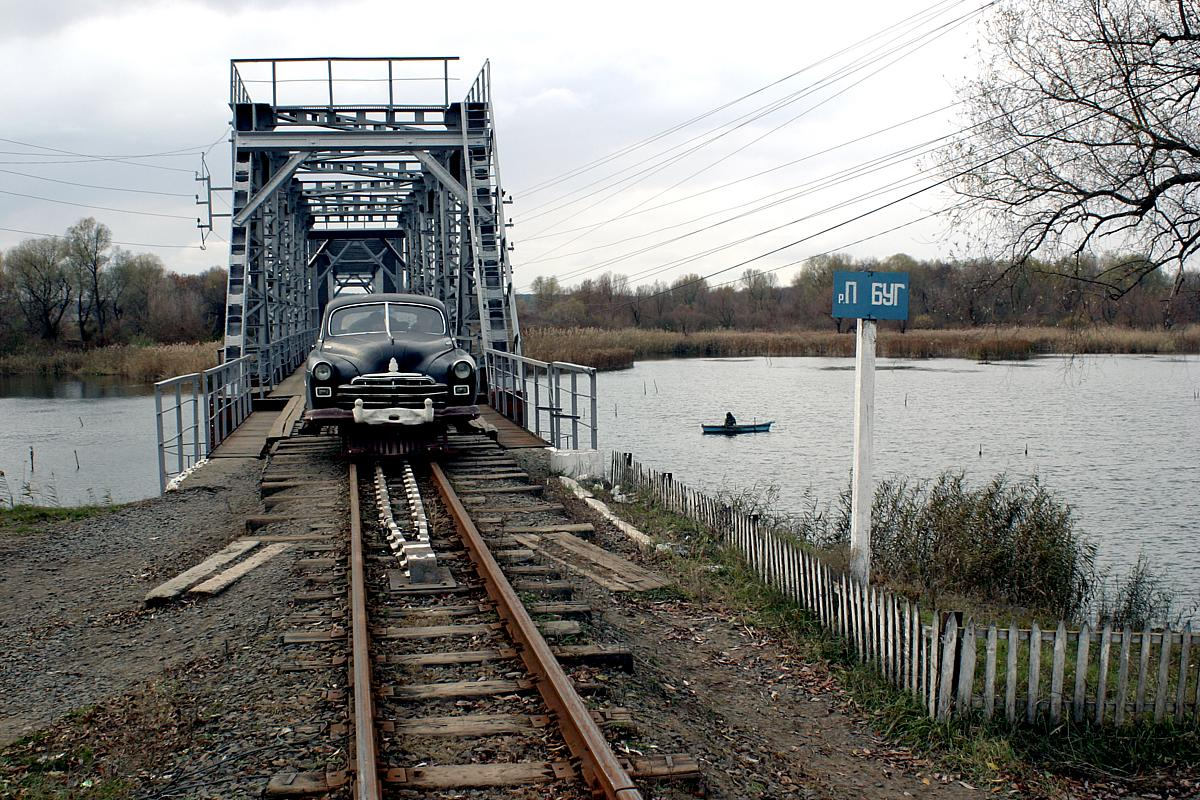
Een GAZ-12 ZIM op smalspoor (750mm) bij de brug over de Zuidelijke Boeg (Gajvoron, Oekraïne)

## Auto als draisine
Soms wordt een auto tot draisine omgebouwd.
Dat kan door de autowielen te vervangen door spoorwielen, uiteraard met de juiste spoorwijdte, waarbij de stuurinrichting van de auto onklaar wordt gemaakt. Beter is het spoorwielen te monteren waarbij de autowielen blijven zitten. In dat geval houden de banden van de aangedreven wielen contact met het spoor. Bij voorkeur gebruikt men een auto met achterwielaandrijving; de bestuurbare voorwielen worden boven het spoor gelicht.
De spoorwielen kunnen soms worden ingetrokken, zodat de wagen, terwijl hij op een overweg staat, in een normale auto kan veranderen en over de weg kan rijden.
Een probleem is dat een auto slechts in één richting normaal kan rijden (het is een eenrichtingsvoertuig), op het spoor is keren op de gewone manier onmogelijk. Dat probleem geldt zelfs als de auto een Variomatic heeft: zo'n auto kan op volle snelheid achteruit rijden, maar de bestuurder heeft dan geen goed uitzicht. Zijn de spoorwielen intrekbaar, dan is het mogelijk op een overweg te keren. Een andere oplossing is dat onder de spoorauto een dommekrachtmechanisme wordt gemonteerd. Hiermee wordt de draisine boven het spoor gelicht en 180° rond de spil gedraaid.

## Spoorfietsen
Op niet meer in gebruik zijnde stukken spoor wordt in sommige landen recreatief met spierkrachtdraisines gereden. De kleinste wagentjes kunnen door twee personen van het spoor getild worden, zodat er geen probleem is als een spoorfiets gekeerd moet worden en als twee spoorfietsen elkaar op het spoor tegenkomen.

### Railbikes in België

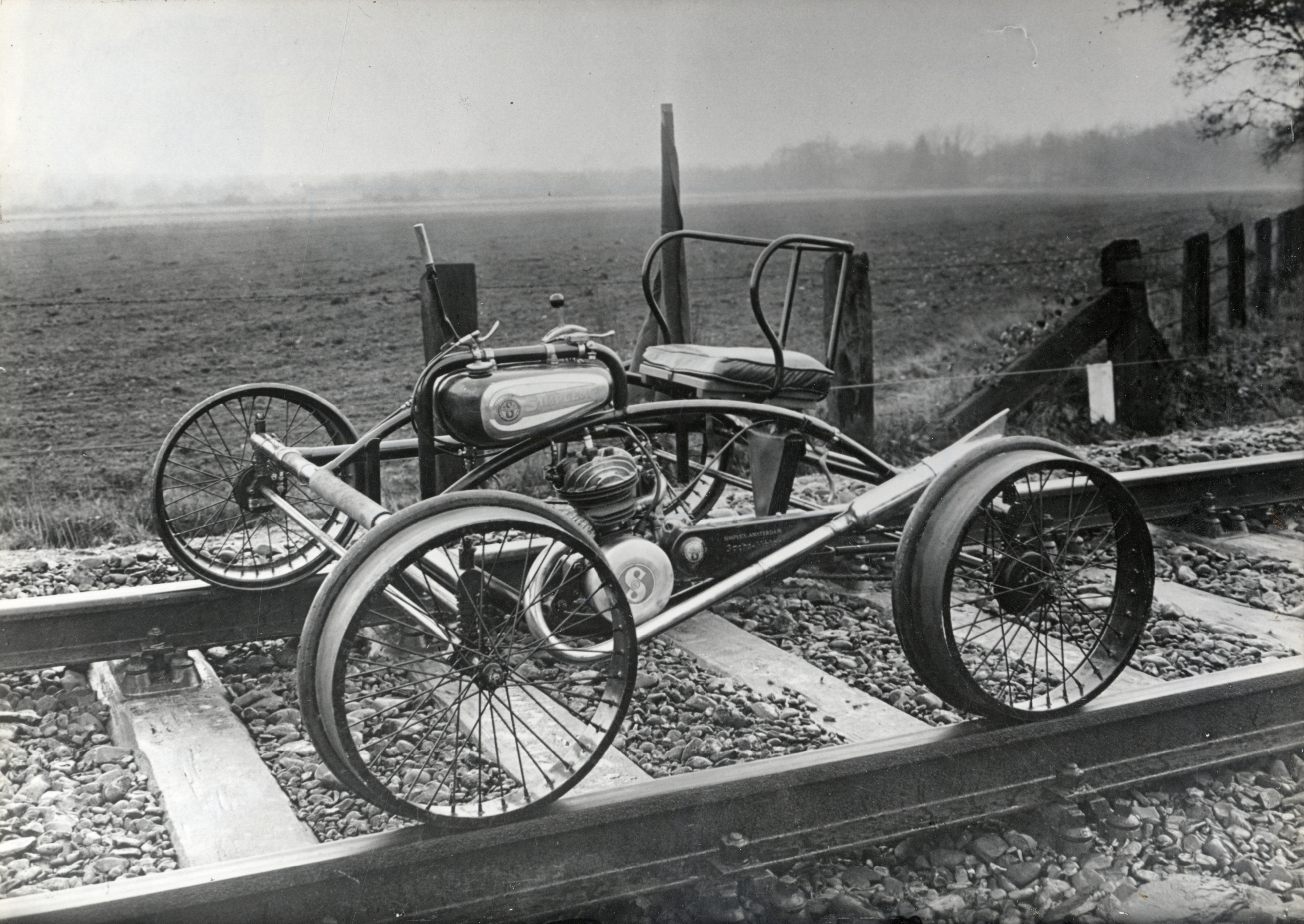
Nederlandse draisine, 1935-1940

In België staan spoorfietsen bekend als railbikes.
Er zijn vijf voormalige spoorweglijnen die door railbikes worden bereden.
- Railbike van de Molignée (Les draisines de la Molignée): van Warnant[3] tot Station Falaën en vandaar tot Station Denée-Maredsous, 14 km op lijn 150[4]
- Railbike van Tessenderlo: van Station Tessenderlo tot Genebos, 8 km op lijn 17 (gesloten)[5]
- Railbike van de Hoge Venen (Rail Bike des Hautes Fagnes): van Station Kalterherberg tot Station Sourbrodt, 7 km op lijn 48 (deel van de Vennbahn)[6]
- Railbike Limburg: van Munsterbilzen tot Gellik,[7] 6 km op lijn 20[8]
- Spoorfietsen Kapellen-Brasschaat: van het Fort van Kapellen tot Vliegveld Brasschaat, 5 km op militaire spoorlijn.[9]

### Spoorfietsen in Nederland
- Tussen Groesbeek en Kranenburg ligt een deel van de buiten dienst gestelde Spoorlijn Nijmegen - Kleef van 15,5 km waarop georganiseerd door de Duitse onderneming Grenzland-Draisine sinds 2008 in twee richtingen volgens dienstregeling gefietst kan worden.
- Tussen Hengelo en Twekkelo is in april 2016 het eerste Nederlandse spoorfietsbedrijf van start gegaan op het voormalige AKZO-spoorlijntje. Deze spoorfietsen, voor maximaal 16 personen, zijn te zwaar om van het spoor te tillen. Een dienstregeling zorgt ervoor dat ze elkaar op het enkelsporige traject niet tegenkomen.[10] Bij beide uiteinden is een draaischijf met enkele opstelsporen, zodat de spoorfietsen gekeerd kunnen worden en in willekeurige volgorde kunnen vertrekken.
- In het Holtingerveld, nabij Havelte is een smalspoortraject waarop sinds 2018 kan worden gefietst met omgebouwde kiplorries, over een traject van 2,5 km. In 2022 werd het traject opgeheven.[11]

## Foto's

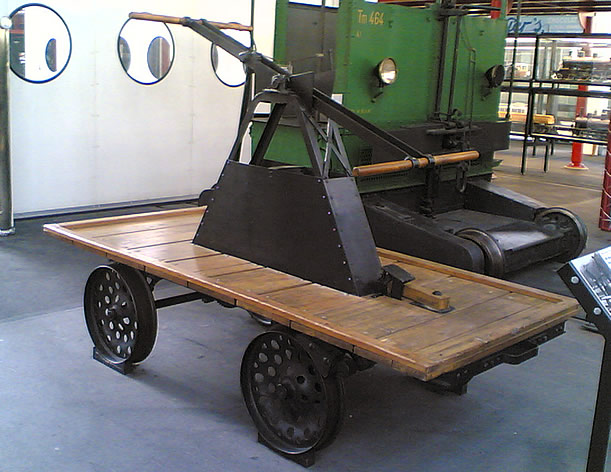
Door spierkracht aangedreven draisine
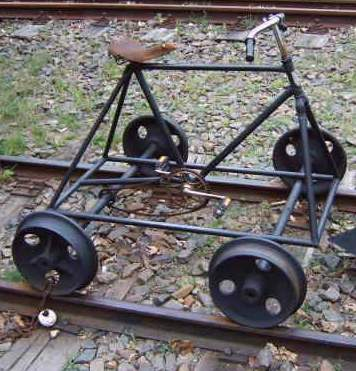
Spoorfiets
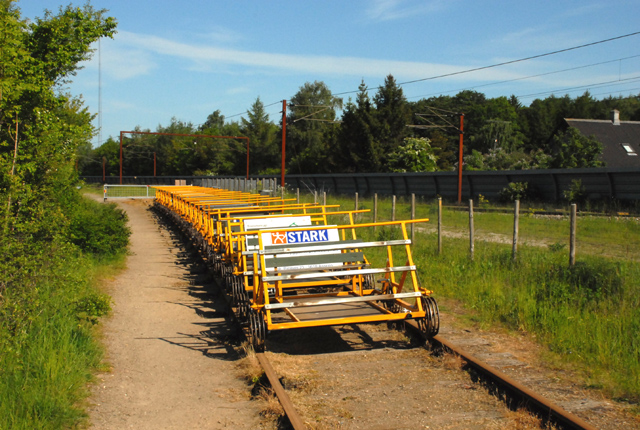
Railfietsen op de spoorlijn Tommerup - Assens in Denemarken
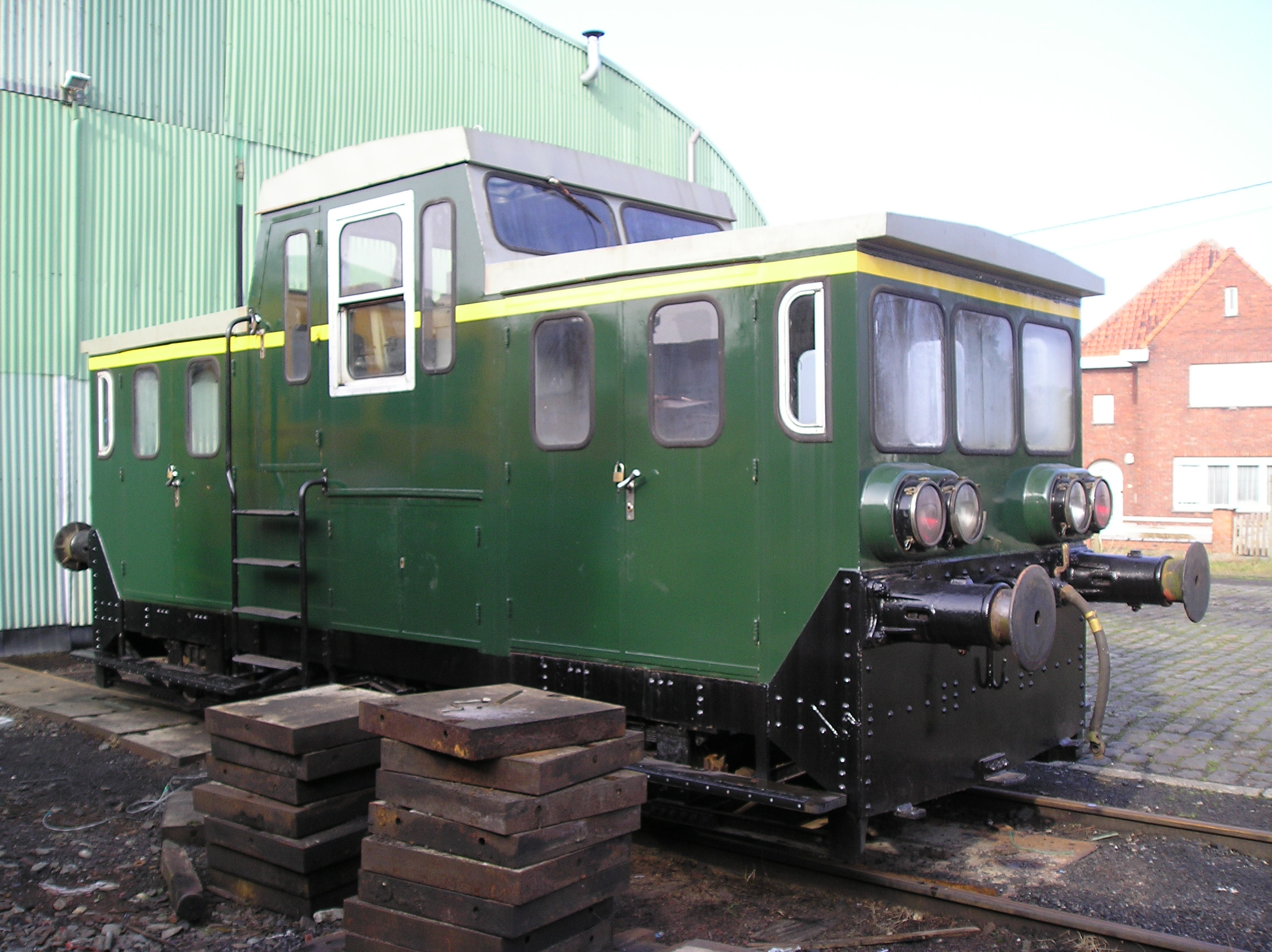
Motordraisine, ex-NMBS, in gebruik op de spoorlijn Dendermonde-Puurs
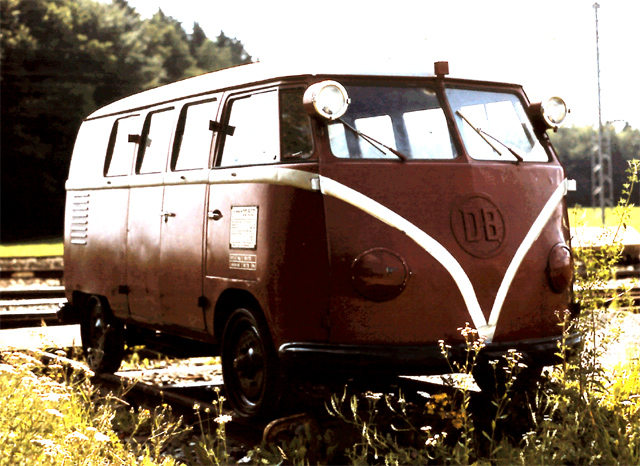
Omgebouwde VW Bus als draisine Klv 20-5031 van de DB